# Michael Smith (Schiedsrichter)

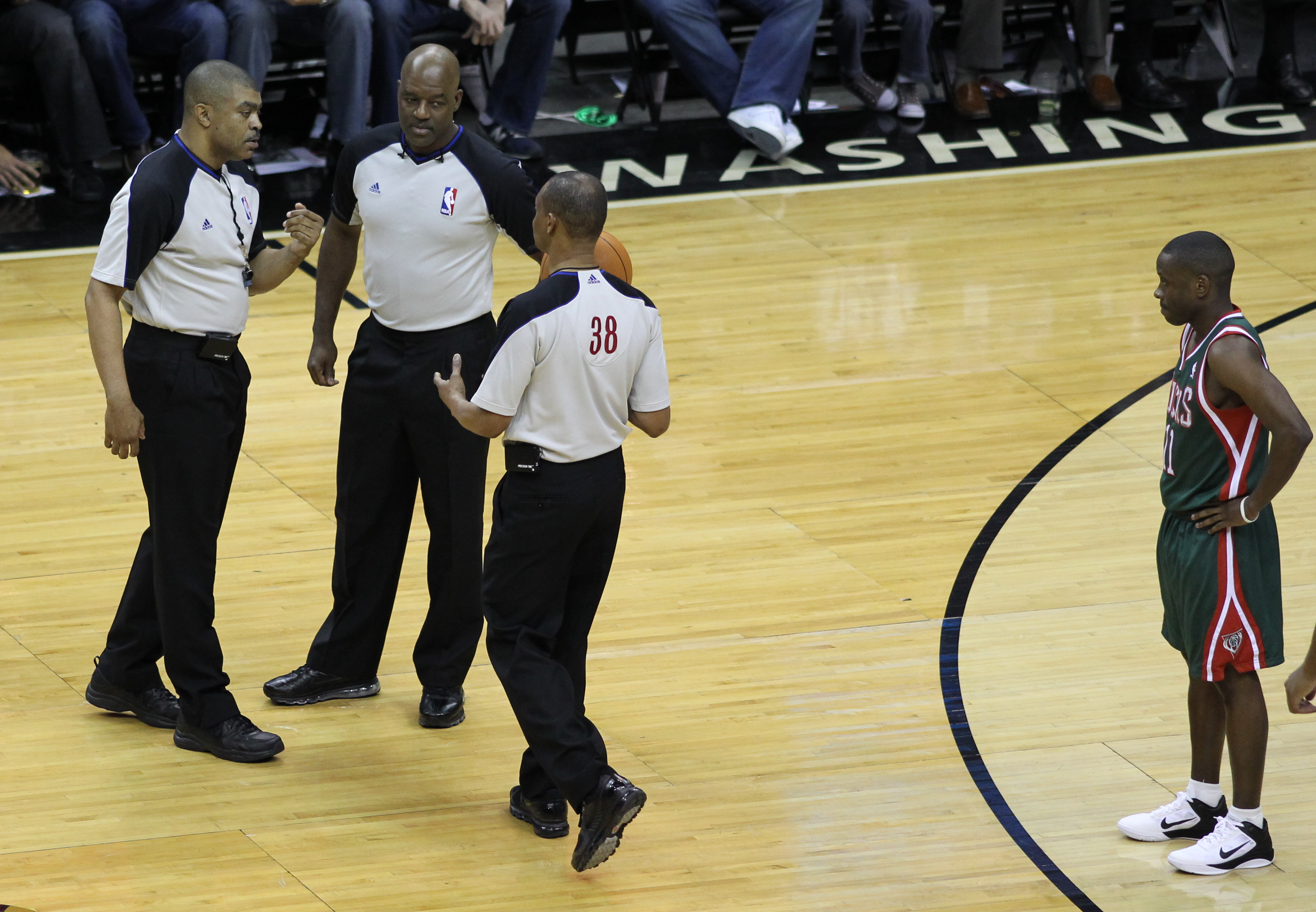
Michael Smith (rechts) mit Tony Brothers (links) und Haywoode Workman (Mitte) im März 2011

Michael Smith (* 5. Februar 1955 in Memphis, Tennessee) ist ein US-amerikanischer Schiedsrichter im Basketball, der seit dem Jahr 1993 in der NBA tätig ist. Er trägt die Uniform mit der Nummer 38.

## Karriere

### College-Basketball
Vor dem Einstieg in die professionellen Basketballwettbewerbe arbeitete er für acht Jahre als College-Basketballschiedsrichter in der Big Ten Conference, Southeastern Conference und Conference USA.

### Continental Basketball Association
Zunächst arbeitete er für fünf Jahre als Schiedsrichter in der Continental Basketball Association.

### National Basketball Association
Smith begann im Jahr 1993 seine NBA-Schiedsrichterlaufbahn beim Spiel der Orlando Magic gegen die Philadelphia 76ers.